# Ilabaya (distrito)
Ilabaya é um distrito do Peru, departamento de Tacna, localizada na província de Jorge Basadre.

## Transporte
O distrito de Ilabaya é servido pela seguinte rodovia:
- TA-104, que liga o distrito à cidade de Quilahuani
- TA-105, que liga o distrito à cidade de Candarave[1][2][3]